# Guillermo Udaondo
Guillermo Ascencio Udaondo Peña (Buenos Aires, 14 de diciembre de 1859 - íd., 4 de agosto de 1922) fue un político argentino. Fue Gobernador de Buenos Aires entre el 1 de mayo de 1894 y el 1 de mayo de 1898.

## Biografía
Guillermo Udaondo nació el 14 de diciembre de 1859 en Buenos Aires, siendo hijo de Isabel Peña Zelaya y Guillermo Manuel de Udaondo Ortiz Basualdo. Se casó con Josefina Leloir Sáenz Valiente, con quien tuvo cinco hijos.
En su juventud se recibió de médico. Se afilió a la Unión Cívica y fue elegido gobernador de Buenos Aires en 1894, desempeñándose en dicho cargo hasta 1898, cuando fue sucedido por el radical Bernardo de Irigoyen.
Durante su gestión gubernamental, en 1897, se fundó la Universidad de La Plata, que posteriormente pasaría a ser la Universidad Nacional de La Plata, siendo esta una de sus más importantes obras de gobierno. Como gobernador de la provincia su administración se vio convulsionada por profundos conflictos entre los partidarios y los adversarios de Alem e Yrigoyen. Tras el suicidio de Alem se desató una crisis impensada en las filas de su partido, manifestación de conflictos facciosos larvados desde tiempo atrás que aceleraron la descomposición del gobierno de Udaondo, junto con una parálisis presupuestaria.
La Avenida Udaondo de la Ciudad de Buenos Aires lleva su nombre en homenaje, así como la localidad de Villa Gobernador Udaondo, en el partido de Ituzaingó, la localidad de Gobernador Udaondo en el partido de Cañuelas y la calle Gobernador Guillermo Udaondo en Beccar, partido de San Isidro[cita requerida].